# Grand Prix Formule 1 van Frankrijk 1984
De Grand Prix Formule 1 van Frankrijk 1984 werd verreden op 20 mei op het Circuit de Dijon-Prenois in Prenois in de buurt van Dijon. Het was de vijfde race van het seizoen.

## Uitslag
| Positie | Nummer | Rijder             | Team              | Ronden | Tijd/Opgave         | Startplaats | Punten |
| ------- | ------ | ------------------ | ----------------- | ------ | ------------------- | ----------- | ------ |
| 1       | 8      | Niki Lauda         | McLaren-TAG       | 79     | 1:31:11.951         | 9           | 9      |
| 2       | 15     | Patrick Tambay     | Renault           | 79     | + 7.154             | 1           | 6      |
| 3       | 12     | Nigel Mansell      | Lotus-Renault     | 79     | + 23.969            | 6           | 4      |
| 4       | 28     | René Arnoux        | Ferrari           | 79     | + 43.706            | 11          | 3      |
| 5       | 11     | Elio de Angelis    | Lotus-Renault     | 79     | + 1:06.125          | 2           | 2      |
| 6       | 6      | Keke Rosberg       | Williams-Honda    | 78     | + 1 Ronde           | 4           | 1      |
| 7       | 7      | Alain Prost        | McLaren-TAG       | 78     | + 1 Ronde           | 5           | S      |
| 8       | 5      | Jacques Laffite    | Williams-Honda    | 78     | + 1 Ronde           | 12          |        |
| 9       | 2      | Teo Fabi           | Brabham-BMW       | 78     | + 1 Ronde           | 17          |        |
| 10      | 26     | Andrea de Cesaris  | Ligier-Renault    | 77     | + 2 Rondes          | 26          |        |
| 11      | 18     | Thierry Boutsen    | Arrows-BMW        | 77     | + 2 Rondes          | 14          |        |
| 12      | 24     | Piercarlo Ghinzani | Osella-Alfa Romeo | 74     | + 5 Rondes          | 25          |        |
| 13      | 10     | Jonathan Palmer    | RAM-Hart          | 72     | + 7 Rondes          | 21          |        |
| DQ      | 3      | Martin Brundle     | Tyrrell-Ford      | 76     | Gediskwalificeerd   | 23          |        |
| NF      | 21     | Mauro Baldi        | Spirit-Hart       | 61     | Motor               | 24          |        |
| NF      | 16     | Derek Warwick      | Renault           | 53     | Ongeluk             | 7           |        |
| NF      | 17     | Marc Surer         | Arrows-Ford       | 51     | Ongeluk             | 19          |        |
| NF      | 23     | Eddie Cheever      | Alfa Romeo        | 51     | Motor               | 16          |        |
| NF      | 19     | Ayrton Senna       | Toleman-Hart      | 35     | Turbo               | 13          |        |
| NF      | 27     | Michele Alboreto   | Ferrari           | 33     | Motor               | 10          |        |
| NF      | 20     | Johnny Cecotto     | Toleman-Hart      | 22     | Turbo               | 18          |        |
| NF      | 22     | Riccardo Patrese   | Alfa Romeo        | 15     | Motor               | 15          |        |
| NF      | 1      | Nelson Piquet      | Brabham-BMW       | 11     | Turbo               | 3           |        |
| DQ      | 4      | Stefan Bellof      | Tyrrell-Ford      | 11     | Gediskwalificeerd   | 20          |        |
| NF      | 14     | Manfred Winkelhock | ATS-BMW           | 5      | Koppeling           | 8           |        |
| NF      | 9      | Philippe Alliot    | RAM-Hart          | 4      | Elektrisch probleem | 22          |        |

## Statistieken
| Pole-position | Patrick Tambay | Renault     | 1:02.200 |
| Snelste ronde | Alain Prost    | McLaren-TAG | 1:05.257 |

## Noot
- Dit was de vijfde pole position voor Patrick Tambay.
- Tiende snelste ronde voor Alain Prost en de vijftigste snelste ronde voor een Franse coureur.
- Dit was de zesenveertigste podiumplaats voor Niki Lauda en daarmee vestigde hij een nieuw record. Hij verbrak het oude record van Carlos Reutemann (45), gevestigd tijdens de Grote Prijs van Zuid-Afrika van 1982.

1906 · 1907 · 1908 · 1912 · 1913 · 1914 · 1921 · 1922 · 1923 · 1924 · 1925 · 1926 · 1927 · 1928 · 1929 · 1930 · 1931 · 1932 · 1933 · 1934 · 1935 · 1936 · 1937 · 1938 · 1939 · 1947 · 1948 · 1949 · 1950 · 1951 · 1952 · 1953 · 1954 · 1956 · 1957 · 1958 · 1959 · 1960 · 1961 · 1962 · 1963 · 1964 · 1965 · 1966 · 1967 · 1968 · 1969 · 1970 · 1971 · 1972 · 1973 · 1974 · 1975 · 1976 · 1977 · 1978 · 1979 · 1980 · 1981 · 1982 · 1983 · 1984 · 1985 · 1986 · 1987 · 1988 · 1989 · 1990 · 1991 · 1992 · 1993 · 1994 · 1995 · 1996 · 1997 · 1998 · 1999 · 2000 · 2001 · 2002 · 2003 · 2004 · 2005 · 2006 · 2007 · 2008 · 2018 · 2019 · 2021 · 2022